# Neda, dukljanska kneginja
Neda na cnogr. ćiril. Неда dukljanska kneginja, bila je nećaka bugarskoga cara Samuila, žena dukljanskog kneza Vojislava, jedno vrijeme suvladarka na prijestolju dukljanske kneževine.

### O udaji za dukljanskog kneza
Ljetopis popa Dukljanina na koncu Glave XXXVII. piše o ženi kneza Vojsilava, no ne spominje joj ime (citati na crnogorskom):
Jakov Lukarić, dubrovački kroničar, u svom spisu Obilni izvodi iz dubrovačkih anala iz 1605. godine navodi da se Vojislav (Dobroslav) oženio s Nedom, bugarskom princezom:
Lukarić veli da je to Vojislavu bio drugi brak.

### Ime
Tvrdi Lukarić i da je Neda njeno prvotno, a latinsko joj je ime bilo Dominika. 
Pretpostavka je da je Neda udajom za Vojislava morala primiti latinsko krštenje, koje je u to vrijeme bilo dominantno u Duklji.

### Kao suvladarka
Po smrti Vojislava 1043. godine, izvješćuje Ljetopis popa Dukljanina, njegova je supruga sa sinovima dvije godine vladala.
Neda je, a pop Dukljanin je titulira kao "kraljica", po istom izvoru sa svojim prvorođenim sinom Gojislavom upravljala kraljevstvom i sinovima, no nijedan od njih nije se nazivao kraljem dok je živjela kraljica njihova majka, već su se nazivali samo kneževima. 
U Glavi XL. Ljetopis popa Dukljanina još o Nedi izvješćuje da "preminu kraljica i Mihailo prihvati kraljevstvo".